# Ферроль (комарка)
Ферроль (исп. Comarca de Ferrol,  галис. Comarca de Ferrol)  — район (комарка) в Испании, входит в провинцию Ла-Корунья в составе автономного сообщества Галисия.

## Муниципалитеты
1. Арес (Ла-Корунья)
2. Фене
3. Ферроль
4. Мугардос
5. Нарон
6. Неда (Ла-Корунья)
7. Вальдовиньо
8. Сомосас
9. Моэче
10. Сан-Сатурнино
11. Седейра